# (17507) 1992 HH5
A (17507) 1992 HH5 a Naprendszer kisbolygóövében található aszteroida. Henri Debehogne fedezte fel 1992. április 24-én.